# البنغلاديشيون في السعودية

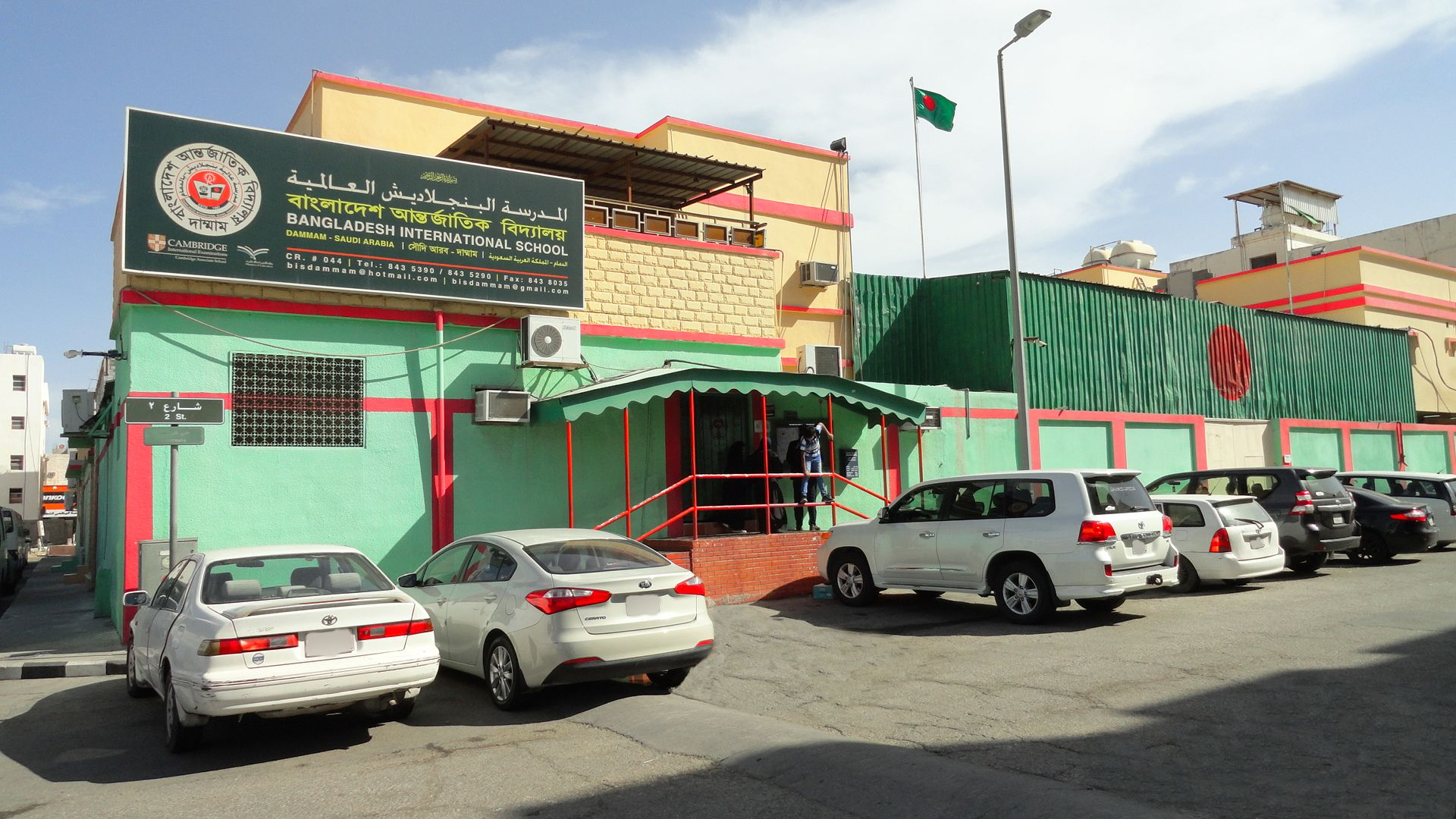
مدرسة بنغلاديش الدولية بالدمام

يُقدَّر عدد البنغلاديشيين في المملكة العربية السعودية بحوالي ٢٫٦ مليون نسمة. إذ تُعدُّ الوجهة الأولى للعمال البنغلاديشيين المهاجرين، حيث وفد ما يقرب من ١٠٠ ألف بنغلاديشي إلى السعودية في الربع الأخير من عام ٢٠٢٢. يعمل معظم البنغلاديشيين في المملكة العربية السعودية في قطاع الخدمات.